# Stazione di Novate Milanese
Stazione di Novate Milanese vasútállomás Olaszországban, Lombardia régióban, Novate Milanese településen.

## Vasútvonalak
Az állomást az alábbi vasútvonalak érintik:
- Milánó–Saronno-vasútvonal

## Kapcsolódó állomások
A vasútállomáshoz az alábbi állomások vannak a legközelebb:
- Stazione di Novate Milanese
- Stazione di Bollate Centro